# Erik van 't Wout
Erik Johannes (Erik) van 't Wout (Haarlem, 27 februari 1961) is een Nederlands acteur en regisseur.

## Loopbaan
Van 't Wout werd bekend door zijn rol als Aristides Quarles van Ispen  in de KRO-jeugdserie Q & Q, uit 1974. Hij speelde die rol ook in de vervolgserie Q & Q, kunst en vliegwerk uit 1976. Daarna had hij rollen in Doctor Vlimmen, A Bridge too far, De Kris Pusaka, Van de koele meren des doods en De mannetjesmaker. Hij sprak Jim in in de Japanse animefilm De vrolijke piraten van Schateiland en Frank in de Disney-film Frank en Frey. 
In de jaren tachtig was Van 't Wout onder andere actief als camera-assistent en lichttechnicus en sinds de jaren negentig voornamelijk als regisseur. Zo regisseerde hij afleveringen van Baantjer, Spangen, Willie en Nellie, Grijpstra & De Gier, Wildschut & De Vries, Spoorloos verdwenen, Verborgen gebreken en Dokter Deen.